# Kiss János (filozófus)
Kiss János (Szeged, 1857. november 21. – Spa, Belgium, 1930. augusztus 13.) római katolikus pap, prelátus, teológus, vallásfilozófus, eszperantista, egyetemi tanár.

## Életútja
Iparos szülők gyermeke. A gimnázium I-V. osztályait szülőhelyén, a VI-VIII.-at és a teológiai I., II. évet Temesvárott, a III. és IV.-et Budapesten végezte. 1880. július 7-én pappá szentelték föl; ettől fogva 1882. február 24-ig segédlelkész volt Magyarpécskán, majd a csanádi papnevelő intézetbe tanulmányi felügyelővé és az alapvető- és az ágazatos hittan, valamint a bölcselettudomány tanárává nevezték ki és e tanári állásban 1889. június végéig működött.
1883. február 2-án teológiai doktorrá avatták. 1883. november 4-től 1884. augusztus 1-ig a Szent Imréről nevezett finevelő-intézet felügyelője, 1885-től a h. zsinati, valamint a középiskolai hittanárokat vizsgáló bizottságnak rendes tagja volt. 1886 elejétől a csanádegyházmegyei nyomdát igazgatta. 1887-ben a Szent István Társulatnak kebelében alakult tudományos és irodalmi osztály tagjává választották. A katolikus tudóknak Párizsban 1888. április 8-13. között tartott nemzetközi kongresszusán a bölcselettudományi szakosztály alelnökévé választatott és a kongresszuson felolvasást tartott a tomisztikus bölcselet ápolásáról Magyarországon. Az ugyancsak Párizsban tartott II. kongresszuson 1891-ben ismét alelnöke lett a bölcseleti szekciónak és felolvasást tartott a végtelen mennyiségről. A Brüsszelben tartott III. kongresszuson 1894-ben alelnöke volt a kongresszusnak és a bölcseleti szekciónak és felolvasott a kategóriákról. A svájci Freiburgban tartott IV. kongresszuson 1897-ben alelnöke a kongresszusnak és a bölcseleti szekciónak és felolvasott az értelmi ismeretek keletkezéséről.
1889. március 21-én a Szent István Társulat igazgatója lett. A budapesti egyetem hittudományi kara 1890. május 7-én bekebelezett doktorai sorába iktatta. 1891-ben ugyanezen egyetem hittudományi kara a hittudomány bölcseleti propedeutikájának magántanárává képesítette. 1898. február 10-én a budapesti egyetemen újonnan szervezett hittudományi-bölcseleti tanszékre rendkívüli tanárnak nevezték ki, 1904-ben nyilvános rendes tanár, 1904-05-ben és 1907-08-ben a hittudományi kar dékánja, 1912-13-ban rektora. 1912-ben pápai prelátus, 1913-ban címzetes apát. 1922 és 1930 között a Collegium Medicum igazgatója, a Magyar Országos Eszperantó Egyesület választmányi, majd 1930-ban az Országos Magyar Katolikus Eszperantó Egyesület tiszteletbeli tagja. 1915-ben a Szent István Akadémia egyik alapító tagja volt.
1893-ban a bölcselettudomány művelésére megalapította az Aquinói Szent Tamás Társaságot, melynek alelnöke volt. A szegedi Dugonics Társaságnak megalakulása óta tagja. Tanulmányozás végett ismételve nagyobb utazásokat tett Olaszországba, Németországba, Svájcba, Franciaországba, Belgiumba és Hollandiába 1894-ben a római pápa tiszteletbeli kamarássá nevezte ki.
Cikkeket írt a Religióba, a Havi Közlönybe, a Munkálatokba (1880. A boldogságos szűz szeplő nélkül való fogantatása és a kihirdetés korszerűsége), a Magyar Államba, a Katholikus Szemlébe (1888. A katholikus tudósok I. nemzetközi kongresszusáról, 1891. A katolikus tudósok II. nemzetközi kongresszusáról, ugyanez bővebben a Bölcseleti Folyóiratban 1892 és ugyanabban 1886 óta száznál több cikke jelent meg), a Hittudományi Folyóiratba. A Pallas Nagy Lexikonában a katolikus teológiai és egyháztörténeti cikkeket írta.

## Munkái

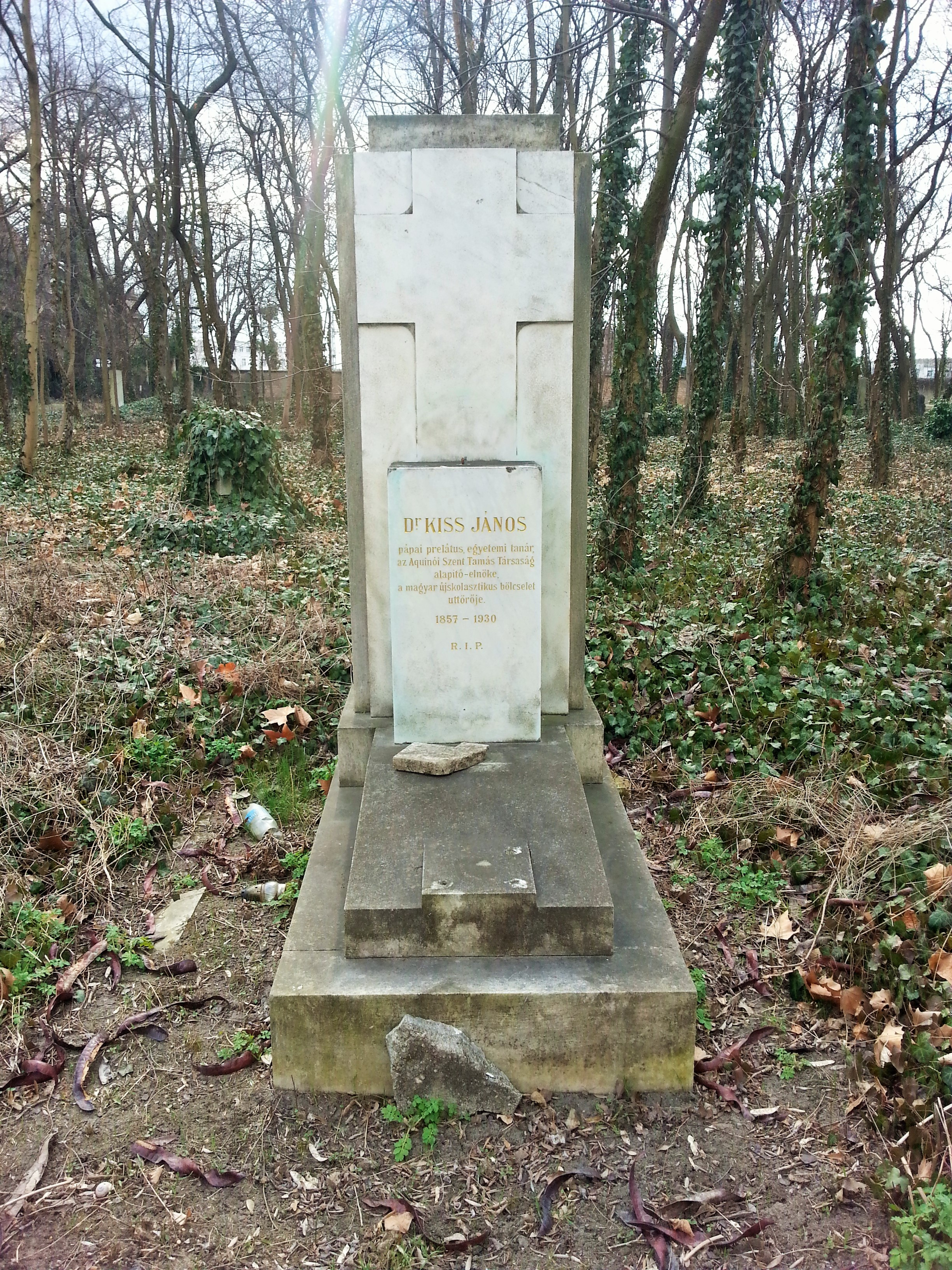
Kiss János sírja a Fiumei úti Sírkertben

- S. Alphonsi... systema morale. Dissertatio inauguralis. Temesvár, 1882.
- Predigten auf die Sonn- und Festtage. Ugyanott, 1884. (Pázmány Péter beszédeinek fordítása.)
- Levelek egy fiatal lelkészhez. Melcher A. után, németből ford. Ugyanott, 1886. Két kötet. (2. kiadás. Uo. 1888. 3. k. Szeged, 1889., 4. k. Uo. 1891.)
- Philosophia christiana in Hungaria. Parisiis, 1888.
- A keresztény vallás áldásai. Egyházi beszéd. Temesvár, 1887. (2. kiadás, Szeged, 1890.)
- Giordano Bruno. Bpest, 1889.
- Ázsia világossága és a világ világossága. Uo. 1890.
- De quantitate infinita. Parisiis, 1891. (Spanyolul: Madrid, 1891.)
- P. Didon, Jêzus Krisztus. Francziából magyarítva. Bpest, 1892. Két kötet. (2. kiadás, nagy 4rétű díszmű, 45 szövegillusztrációval és 20 műmelléklettel. Uo. 1896. Ism. Magyar Állam 45. sz.)
- A pap két áldozata. Egyházi beszéd, melyet Páger Imre csanádegyházmegyei áldozópap első szent miséje alkalmából 1892. júl. 17. a makói r. kath. plébániatemplomban tartott. Uo. 1892.
- Isten és az ész. Uo. 1893.
- A katholikus pap kötelességei. Egyházi beszéd, melyet Szolinger Antal első szent miséje alkalmából 1893. július 9-én a magyar-pécskai római katholikus plébániatemplomban tartott. Ugyanott, 1893.
- Melcher Alajos. Hitelemző beszédek. Németből magyarítva. Szeged, 1893. Két kötet.
- Az értelmi ismeretek keletkezése. Uo. 1894. (Különny. a Bölcseleti Folyóiratból.)
- A katholikus tudósok III. nemzetközi kongresszusáról. Uo. 1895. (Különny. a Kath. Szemléből.)
- De categoriis. Bruxelles, 1895.
- Katholikus ágazatos hittan. Irta dr. Katschthaler János. Latin eredetiből többek közreműködésével ford. Budapest, 1896. Hat kötet.
- A pap a szeretet apostola. Egyházi beszéd. Uo. 1897.
- A hitről. Konferenczbeszédek ádventre. Uo. 1897.
- Melcher Alajos, Vasárnapi szentbeszédek. Németből magyarítva. Szeged, 1898.
- Énekeljetek az Úrnak. Imádságos és énekeskönyv a serdülő katolikus ifjúság számára. Szerk. Kersch Ferenccel. Bp., 1898.
- A hittud. oktatás nyelvéről. Uo., 1899.
- Ünnepi sztbeszédek. Írta Melcher Alajos. Ford. Demény Dezsővel. Szeged, 1899.
- Bizonyos okok mellyek erejétől... sok fő ember... az új vallások köréből ki-feslett és a róm. ecclesiának kebelébe szállott. Írta Pázmány Péter. S.a.r. Bp., 1900.
- A kat. tudomány. Uo., 1900.
- A magyarországi katolikus autonomiáról. Uo., 1900.
- A' setét hajnal-csillag után bujdosó luteristák vezetője. S.a.r. Uo., 1901.
- Csanádegyházmegyei zarándoklat Velencébe, 1900. Emlékkv. Szerk. és bev. Uo., 1901.
- Magyar katolikusok Szt Péter sírjánál. Szentbeszéd. Uo., 1902.
- A katholikus Magyarország, a magyarok megtérésének és a magyar királyság megalapitásának kilencszázados évfordulója alkalmából. (Szerk. Sziklay Jánossal) 1-2. köt. Uo., 1902. Online
- Mit hirdet a kat. pap? Egyházi beszéd. Uo., 1902.
- Dicsérjétek az Urat. Imádságos és énekeskv. Szerk. Demény Dezsővel. Uo., 1903.
- Jézus élete. Írta Gerely Józseffel. Uo., 1903.
- A szépről és a szépművészetekről 144 képpel. Uo., 1903.
- A társad. kérdés mibenléte és megoldása. Írta Josef Biederlach. Ford. Szeged, 1903.
- Imádkozzál és dolgozzál. Beszéd. Bp., 1904.
- Kant emléknapján. Uo., 1904.
- Az Orsz. Pázmány Egyes. a Szeplőtelen előtt. Sztbeszéd. Temesvár, 1905.
- Magyarok Mária Terézia koronázásán. Bp., 1905.
- Bírálati vélemény dr. Jehlicska Ferenc irod. munkálkodásáról. A hittud. karhoz beterjeszti... Uo., 1909.
- Isten megismerése a látható világból. Uo., 1909.
- A bölcselettud. jelentősége. Beszéd. Uo., 1912.
- A bölcselettud. művelési módjáról. Ünnepi beszéd... a bpi tudegy. újjáalakításának 133. évfordulója alk. ... Uo., 1913.
- Imádkozzunk. Imádságos és énekeskv. kat. hívők számára. Uo., 1917. (2. kiad. 1924)
- A Szentszék és Olaszország kiegyezése 1929. febr. 11-én. Szerződés (Trattato) és megegyezés (Concordato). A hivatalos okiratok. Ford. Uo., 1929.

Alapította és szerkesztette a Bölcseleti Folyóiratot 1886-tól és a Hittudományi folyóiratot 1890-től fogva Budapesten.